# Hortense Diédhiou
Hortense Diédhiou (ur. 19 sierpnia 1983) – senegalska judoczka. Czterokrotna olimpijka. Odpadła w eliminacjach w Atenach 2004 i trzynasta w Pekinie 2008 w wadze półlekkiej. Dziewiąta w Londynie 2012 i siedemnasta w Rio de Janeiro 2016, w wadze lekkiej.
Uczestniczka mistrzostw świata w 2005, 2007, 2011, 2013, 2014 i 2015. Startowała w Pucharze Świata w 2003, 2004, 2012, 2014 i 2015. Zdobyła cztery medale na igrzyskach afrykańskich, złoty w 2007. Dziewięciokrotna medalistka mistrzostw Afryki w latach 2005 - 2015. Trzecia w Pucharze Świata w 2012. Brązowa medalistka igrzysk frankofońskich w 2005 roku.

## Letnie Igrzyska Olimpijskie 2004
| Konkurencja | Eliminacje            | Repasaże            | Klas. końcowa |
| Konkurencja | Przeciwnik 1          | Przeciwnik 1        | Miejsce       |
| ----------- | --------------------- | ------------------- | ------------- |
| 52 kg       | Yuki Yokosawa (JPN) P | Ri Sang-sim (PRK) P | 2 runda.      |

## Letnie Igrzyska Olimpijskie 2008
| Konkurencja | Eliminacje            | Repasaże             | Klas. końcowa |
| Konkurencja | Przeciwnik 1          | Przeciwnik 1         | Miejsce       |
| ----------- | --------------------- | -------------------- | ------------- |
| 52 kg       | Soraya Haddad (ALG) P | Marie Muller (LUX) P | 13.           |

## Letnie Igrzyska Olimpijskie 2012
| Konkurencja | Eliminacje                | Klas. końcowa |
| Konkurencja | Przeciwnik 1              | Miejsce       |
| ----------- | ------------------------- | ------------- |
| 57 kg       | Sabrina Filzmoser (AUT) P | 9.            |

## Letnie Igrzyska Olimpijskie 2016
| Konkurencja | Eliminacje             | Klas. końcowa |
| Konkurencja | Przeciwnik 1           | Miejsce       |
| ----------- | ---------------------- | ------------- |
| 57 kg       | Sanne Verhagen (NED) P | 17.           |